# The Canary
|  | Denne artikel er oprettet af botten Steenthbot ud fra en ekstern database. Den kan derfor have sproglige fejl eller mangler. Denne skabelon kan fjernes efter kontrol af indholdet. |

The Canary er en dansk eksperimentalfilm fra 2010 instrueret af Trine Dam Ottosen.